# Cryptandra rigida
Cryptandra rigida är en brakvedsväxtart som beskrevs av Anthony R. Bean. Cryptandra rigida ingår i släktet Cryptandra och familjen brakvedsväxter. Inga underarter finns listade i Catalogue of Life.